# كاليب إس. لايتون
كاليب إس. لايتون هو محامي وقاضي وسياسي أمريكي، ولد في 12 أبريل 1798 في مقاطعة سوسكس في الولايات المتحدة، وتوفي في 3 أكتوبر 1882 في جورجتاون في الولايات المتحدة. نشط حزبياً في الحزب الفيدرالي الأمريكي والحزب الجمهوري. وقد انتخب member of the Delaware House of Representatives ‏ وانتخب Secretary of State of Delaware ‏ وانتخب عضو مجلس ولاية ديلاوير ‏.